# دارک سولز (بازی ویدئویی)
دارک سولز یا ارواح تاریک (به انگلیسی: Dark Souls) یک بازی ویدئویی در سبک نقش‌آفرینی اکشن است که توسط فرام سافتور توسعه یافته و به‌وسیلهٔ نامکو باندای گیمز در ۴ اکتبر ۲۰۱۱ در پلت‌فرم‌های ایکس‌باکس ۳۶۰ و پلی‌استیشن ۳ منتشر شد. نسخه‌ای سازگار شده از این بازی در اوت ۲۰۱۲ برای مایکروسافت ویندوز عرضه شد که دارای ویژگی‌هایی همچون محتوای اضافه نسبت به نسخه‌های کنسولی بود. این بازی دنباله معنوی دیگر عنوان شرکت فرام سافتور ارواح شیطانی، و همچنین دومین قسمت در مجموعه بازی‌های سولز به‌شمار می‌رود.
نسخهٔ ریمستر این عنوان تحت نام روح تاریک: بازآفرینی‌شده در تاریخ ۲۵ مه ۲۰۱۸ برای مایکروسافت ویندوز، پلی‌استیشن ۴، و ایکس‌باکس وان، و در ۱۹ اکتبر ۲۰۱۸، برای کنسول نینتندو سوئیچ در دسترس قرار گرفت.

## گیم پلی
دارک سولز یک بازی نقش‌آفرینی اکشن سوم شخص است، و مکانیک اصلی بازی هم جهت اکتشاف و گشت و گذار در بازی بنا شده است، بازیکن مجبور است تا با احتیاط بازی رو پیش ببرد و کاملاً مواظب باشد، بازیکنان مجبور هستند از اشتباهات گذشته درس بگیرند، و هر بار مناطق جدید را برای آیتم‌های مهم و جدید کشف بکنند، دارک سولز در یک محیط سند باکس بزرگ و کاملاً پیوسته به هم اتفاق می‌افتد که از طریق یک منطقه مرکزی به اسم فایرلینک شراین (نقطهٔ مرکزی) به هم متصل می‌شوند. کاراکتر بازی می‌تواند بین مناطقی که از قبل آنها را کشف می‌کند یا به آنها وارد می‌شود سفر کند و مسیرهای مختلف را به میل خود جستجو کند، اگر چه برای باز کردن قفل برخی مناطق باید پیش‌نیازهایی داشته باشد.
یکی از مهم‌ترین عنصر اصلی در گیم پلی دارک سولز بُن‌فایرها هستند که در سراسر جهان بازی پراکنده شده‌اند و به عنوان ذخیره بازی و فست ترول از آن استفاده می‌شود. با استراحت در کنار هر بُن‌فایر شخضیت بازی به‌طور کامل بهبود می‌یابد، و استوس‌فلسک (تعداد خونی که با خود حمل می‌کند) خود را به دست می‌آورد، همچین بازیکن می‌تواند با فست ترول به فایرلینک شراین شخصیت خود را آپگرید کند، با این حال استراحت در بُن‌فایرها همه دشمنان جهان را دوباره زنده می‌کند، به جز باس‌ها، مینی‌باس‌ها و شخصیت‌های دوستانه غیرقابل بازی.
دارک سولز شامل مقدار زیادی از مبارزه است، مبارزه شامل حملات سنگین، انواع حرکات دفاعی، و توانایی‌های جادویی است، برای حملات سنگین بازیکن به طیف وسیعی از سلاح‌های بزرگ قرون وسطایی، از جمله شمشیر، نیزه، گرز و سلاح‌های خارق‌العاده مانند شمشیرهای جادویی، شمشیرهای بزرگ، و چماق‌های عظیم دسترسی دارند، برای دفاع بازیکن به سپرها، زره‌ها، طفره رفتن و رد کردن دسترسی دارند، برای جادو که شامل طیف گسترده‌ای از توانایی‌های تهاجمی و تدافعی به نام‌های جادوگری، معجزه و آتش‌سوزی می‌شود، بازیکنان مانند اکثر بازی‌های نقش‌آفرینی فانتزی دیگر می‌تواند سلاح مورد علاقهٔ خورد را درست کنند، با کشتن دشمنان بازی سول به دست می‌آید که پول درون بازی به حساب نیز می‌آید و می‌توانید پیش آهنگر و مغازه‌ها آیتم‌ها را بخرید، همچنین در بازی انواع انگشتر وجود دارک که تأثیر مستقیمی روی گیم پلی دارد، هر انگشتر نیز کارایی خاص خودش را دارد، مانند میزان دمیج بیشتر روی دشمان، بیشتر شدن خط سلامتی شخصیت، بیشتر شدن استقامت، همچین انگشترهای زیادی برای کلاس‌های جادوگری نیز وجود دارد.

## داستان
دارک سولز از داستان سرایی مینیمالیستی برای انتقال داستان و روایت خود استفاده می‌کند، رویدادهای تاریخی در جهان و اهمیت آن‌ها اغلب به‌طور تئوری یا به تفسیر بازیکن واگذار می‌شود تا اینکه به‌طور کامل نشان داده یا توضیح داده شود، بیشتر داستان از طریق دیالوگ‌های شخصیت‌های غیربازیکن، متن‌های روی آیتم‌ها و طراحی جهان بازی به بازیکن داده می‌شود، ضمن این که اگر بازیکن تمام پازل‌ها را کنار هم بگذارد متوجه آن می‌شد که جهان دارک سولز چقد تاریک و عمیق و فلسفی ایجاد شده است.

### روایت
کات سین ابتدایی بازی تئوری بازی را ایجاد می‌کند. زمانی اژدهایان در «عصر باستانیان» بر جهان حکومت می‌کردند، آتشی که به عنوان اولین شعله شناخته می‌شود در جهان ظاهر می‌شود و بین زندگی و مرگ و روشنایی و تاریکی تمایز ایجاد می‌کند، چهار موجود «ارواح ارباب» را در نزدیکی اولین شعله می‌یابند که به آن‌ها قدرتی عظیم می‌بخشد: گوین پروردگار نور خورشید و روشنایی، نیتو خدای مردگان، جادوگر آیزالیث و پیگمی (ابیس یا منوس) فراری.
گوین، نیتو و آیزالیث از قدرت جدید خود برای از بین بردن اژدهایان و به دست گرفتن کنترل جهان استفاده می‌کنند، در حالی که پیگمی (ابیس) فراری و فراموش شده است، و به این ترتیب «عصر آتش» آغاز می‌شود، با گذشت زمان، هنگامی که اولین شعله شروع به محو شدن می‌کند در حالی که انسان‌ها به قدرت می‌رسند، گوین خود را قربانی می‌کند تا عصر آتش را طولانی کند. داستان اصلی در اواخر این عصر دوم آتش اتفاق می‌افتد، در آن زمان گفته می‌شود که بشریت به نفرین مرده‌ای مبتلا می‌شود که مربوط به نمادی بر روی بدن آن‌ها به نام دارک‌ساین است، آن انسان‌هایی که به نفرین مردگان مبتلا شده‌اند پس از مرگ دائماً زنده می‌شوند تا اینکه در نهایت ذهن خود را از دست می‌دهند، فرآیندی که به آن «توخالی شدن» می‌گویند یا هالو یا آندد.
شخصیت بازیکن یک مرده (آندد) نفرین شده است که در یک پناهگاه مردگان حبس شده است، بازیکن پس از فرار از پناهگاه به لردران می‌رود تا زنگ‌های بیداری را به صدا درآورد، زنگ‌ها Kingseeker Frampt را بیدار می‌کنند که به بازیکن می‌گوید تا به Anor Londo، خانه خدایان صعود کند، در آنرلاندو، گویندوور (دختر بزرگ گوین) به بازیکن دستور می‌دهد تا جانشین لرد Gwyn شود و پیشگویی را محقق کند، برای انجام این کار، بازیکن باید ارواح لرد جادوگر آیزالیث، نیتو، و تکه‌هایی از روح لرد خود گوین را که به چهار پادشاه و به اژدهایی به نام سیث (اژدهایی که به هم نوعان خود خیانت کرد تا گوین آن‌ها رو شکست دهد) بی مقیاس داده شده است، بدست آورد، در صورت تمایل، بازیکن ممکن است با Darkstalker Kaathe روبرو شود، که بازیکن را تشویق می‌کند تا آتش را به هم متصل نکند، بلکه اجازه دهد آتش خاموش شود و به جای آن عصر تاریکی را آغاز کند، زیرا انسانیت از روح تاریک خود پیگمی (ابیس یا منوس) فراری ایجاد شده است، زمانی که بازیکن لرد سولز را به دست آورد، به Kiln of the First Flame می‌رود تا با Gwyn مبارزه کند، هنگامی که گوین شکست خورد، بازیکن این انتخاب را دارد که شعله را به هم متصل کند تا عصر آتش را حفظ کند یا بگذارد خاموش شود تا عصر تاریکی را شروع کند.

#### گسترش دهندهٔ داستانی بازی اصلی Artorias Of The Abyss
در بستهٔ گسترش دهندهٔ Artorias of the Abyss بازیکن توسط منوس، (ابیس) به سرزمین Oolacile که پس از بیدار شدن مردم و عصبانیت منوس خراب می‌شود، به گذشته کشیده می‌شود، یکی از چهار شوالیهٔ اصلی لرد گوین یعنی آرتوریاس برای شکست دادن منوس و نجات پرنسس داسک می‌رود، با این حال آرتوریاس توسط منوس شکست خورده و به طرز غمنگیزی ابیس به درونش جاری می‌شود، و بازیکن باید او را شکست دهد (راحتش کند) و بازیکن سپس باید منوس را شکست دهد، اگرچه این پیروزی بعداً به آرتوریاس نسبت داده می‌شود.
همچین در نبرد با منوس گرگ با وقار آرتوریاس به بازیکن کمک می‌کند.

## توسعه
دارک سولز توسط شرکت فرام سافتور توسعه داده شد و خالق آن نیز یعنی هیده‌تاکا میازاکی کارگردانی و تهیه‌کنندگی آن را بر عهده داشت، دارک سولز به نوعی جانشین معنوی بازی کلاسیک قبلی شرکت فرام‌سافتور یعنی ارواح شیطانی است، (که به نوبه خود دیمنز سولز نیز جانشین معنوی سری قبلی این شرکت یعنی King's Field از شرکت فرام‌سافتور است).
با این حال، ارواح شیطانی توسط سونی اینتراکتیو انترتینمنت و دارک سولز توسط باندای نامکو منتشر شدند، این انتقال به این معنی بود که حقوق مالکیت معنوی از فرام سافتور از ساخت دنباله جلوگیری می‌کرد، پس از دو سال توسعه، دارک سولز با شباهت‌های متعدد (مانند گیم‌پلی، بخش چند نفره آنلاین و ارائه داستان) و تفاوت‌ها (مانند دنیای کاملاً متصل به هم و شخصیت‌های جدید در جهان و خط داستانی کاملاً متمایز و عجیب و غریب) نسبت به نسخه قبلی خود منتشر شد.
فرایند طراحی و توسعه بازی شامل یک رویکرد کاملاً آزادانه بود که فرامسافتور این اجازه رو به هیده‌تاکا میازاکی و تیمش داده بود. میازاکی نیز بیان می‌کند:
فرایند طراحی برای دارک سولز را می‌توان به دو دسته اصلی تقسیم کرد، اولین مورد شامل ارائه کلمات کلیدی ساده به طراحان است که ما در مراحل اولیه توسعه پروژه از آن‌ها استفاده کرده‌ایم و به آن‌ها اجازه می‌دهیم آزادانه طراحی کنند، ما تصاویری را که آن‌ها تولید می‌کنند می‌گیریم و بازخورد ارائه می‌کنیم، در صورت لزوم تغییر را انجام می‌دهیم یا ایده‌های آن‌ها را در برنامه‌های خود می‌گنجانیم، فرایند دوم زمانی وارد عمل می‌شود که به جزئیات اولیه دنیای بازی بپردازیم، در آن مرحله ما می‌توانیم درخواست‌های طراحی دقیق‌تری ارائه کنیم، این درخواست‌ها معمولاً شامل اطلاعاتی مانند نحوه استفاده از طرح، جایی که در بازی از طرح استفاده می‌شود و هدف خاص طراحی از نظر آنچه در بازی نشان می‌دهد می‌شود، در هر این صورت من هستم که سفارشات را تحویل می‌دهم و به جای اینکه یک واسطه بین خود داشته باشیم، مستقیماً با هر طراح کار می‌کنم.
میازاکی اظهار داشت که این بازی مستقیماً از کارهای قبلی فانتزی و تاریک فانتزی، به‌ویژه سری مانگای برزرک الهام می‌گیرد، او در اصل زیبایی‌شناختی بازی را «نوع خاصی از ظرافت، ظرافت و وقار» توصیف کرده است، او همچنین مضامینی را که طراحی بازی را هدایت می‌کرد، به این صورت توصیف کرد: «من سه دستورالعمل اصلی را در جای خود قرار دادم: خدایان و شوالیه‌ها در حول آنور لاندو، آشوب و شعله‌های شیطانی در محور Lost Izalith، و موضوع مرگ متمرکز در اطراف Gravelord Nito، به این مضامین، ما مفهوم ویژه اژدهای باستانی را اضافه کردیم که پیش از همه زندگی کرده‌اند و این اساس دارک سولز را تشکیل داد.
شخصیت‌ها و دنیای دارک سولز دارای شباهت‌های فلسفی و فولکلور زیادی در میان اسطوره‌شناسی یونانی، اسطوره‌شناسی ژاپنی، اگزیستانسیالیسم فرانسوی، و آثار فیلسوفان پیش اگزیستانسیالیست مانند فریدریش نیچه است، توصیف دارک سولز از چرخه‌های طبیعی که جهان تجربه می‌کند، و طرح‌های برخی از شخصیت‌های فردی، افسانه‌های موازی ژاپنی و یونانی، نمایش جهانی که در بازی با آتش‌سوزی اجتناب ناپذیر تعریف شده است، و داستان‌های غم‌انگیز افراد در آن دنیای بی‌معنی، ایده‌های موازی در مکاتب فلسفی در مورد اگزیستانسیالیسم، پوچی، و بی معنا بودن پایان آن.
بسیاری از مکان‌های بازی مستقیماً از مکان‌های واقعی الهام گرفته شده‌اند، مانند Chateau de Chambord در فرانسه و کلیسای جامع میلان در ایتالیا.

## انتشار
این بازی برای اولین بار برای پلی‌استیشن ۳ و ایکس‌باکس ۳۶۰ در ژاپن در ۲۲ سپتامبر ۲۰۱۱ و در مناطق غربی در اکتبر ۲۰۱۱ منتشر شد، پس از موفقیت بازی، بسیاری از افراد داخل شرکت برای نسخه رایانه شخصی ابراز امیدواری کردند، در اوایل سال ۲۰۱۲، طرفداران طوماری را برای آوردن دارک سولز به رایانه شخصی آغاز کردند و بیش از ۹۳۰۰۰ نفر آن را امضا کردند، نسخه رایانه شخصی بازی در آوریل ۲۰۱۲ از طریق مجله آلمانی PC Action تأیید شد، در طول فرایند توسعه گزارش شده بود که فرام‌سافتور به دلیل بی تجربگی با رایانه‌های شخصی به عنوان یک پلتفرم با پورت مشکل داشت و به جای بهینه‌سازی بر روی محتوای جدید تمرکز می‌کرد، سرانجام بازی مذکور با نام تجاری Prepare To Die Edition در اوت ۲۰۱۲ لیک شد و دارای محتوای جدیدی از جمله Boss، دشمنان، تجهیزات و شخصیت‌های غیرقابل‌بازی بود، محتوای جدید با عنوان فرعی Artorias of the Abyss نیز در اکتبر ۲۰۱۲ به عنوان محتوای قابل دانلود برای کنسول‌ها منتشر شد، بلافاصله پس از آن، اعلام شد که دارک سولز برای رایانه شخصی از Games for Windows - Live برای بازی آنلاین و DRM استفاده خواهد کرد که باعث واکنش شدید طرفداران می‌شود.
نسخه مایکروسافت ویندوز در ۲۳ اوت ۲۰۱۲ منتشر شد. یک مد ساخته شده توسط کاربر برای دور زدن سقف وضوح، به نام DSFix، اندکی پس از انتشار ظاهر شد، DSFix بعداً گسترش یافت تا تبدیل به یک پچ غیررسمی توسط طرفداران شود که همچنین امکان بهبود گرافیکی را فراهم می‌کرد، سقف نرخ فریم را به ۶۰ افزایش می‌داد و مدهای بافت سفارشی را نصب می‌کرد، در ۱۵ دسامبر ۲۰۱۴، Games for Windows – Live از نسخه Steam حذف شد و Steamworks جایگزین آن شد. امکان انتقال دستاوردها و ذخیره داده‌ها فراهم شد، در آوریل ۲۰۱۶، دارک سولز از طریق سازگاری به عقب برای کنسول ایکس‌باکس وان در دسترس قرار گرفت.

## بازتاب‌ها
| گردآورنده | امتیاز                              |
| --------- | ----------------------------------- |
| متاکریتیک | PC: 85/100 PS3: 89/100 X360: 89/100 |

| ناشر         | امتیاز  |
| ------------ | ------- |
| وان‌آپ.کام    | A       |
| اج           | ۱۰/۱۰   |
| یوروگیمر     | ۹/۱۰    |
| فامیتسو      | ۳۷/۴۰   |
| گیم اینفورمر | ۸.۷۵/۱۰ |
| گیم‌پرو       | ۵/۵     |
| گیم‌اسپات     | ۹.۵/۱۰  |
| گیمزتی‌ام     | ۹/۱۰    |
| آی‌جی‌ان       | ۹/۱۰    |
| جویستیک      | ۴.۵/۵   |
| پال‌جی‌ان      | ۱۰/۱۰   |

این بازی در زمان عرضه توانست نظرات منتقدان را به خود جلب کند و با نمرات خوبی مواجه شد.وبگاه متاکریتیک امتیاز ۸۹٪ برای نسخه‌های پلی‌استیشن ۳ و ایکس‌باکس ۳۶۰ را به این بازی داده است.
همیچنین نسخهٔ ریمستر شدهٔ این بازی در سال ۲۰۱۸ توانست از وبگاه متاکریتیک امتیازات ۸۶٪ برای ایکس‌باکس وان، امتیاز ۸۴٪ برای پلی‌استیشن ۴ و رایانه‌های شخصیو امتیاز ۸۳٪ را برای نینتندو سوئیچ کسب کند.

### تحسین و جوایز
دارک سولز پس از انتشار نقدهای مثبتی که از سوی منتقدان دریافت کرد یکی از منتقدان دارک سولز آن را به عنوان "یک بازی بسیار هاردکور فانتزی تاریک توصیف کرد که «تا ریشه نقش‌آفرینی می‌کند» و اظهار داشت که «نقشهٔ عظیم و دشمنان قدرتمند در بازی هستند. هم حس ماجراجویی و هم حس ترس شما را تقویت کنید.» یکی دیگر از منتقدان نیز گفت که خوشحالی زیادی که پس از آزمون و خطا به دست می‌آورید و بر چالش غلبه می‌کنید، کاملاً غیرممکن است در هیچ بازی دیگری این حس رضایت تکرار شود.
گیم‌اسپات نیز سیستم آنلاین و احساس رضایت بعد از پیروزی سخت و فتح هر باس فایت پس از تلاش‌های ناموفق متعدد تحسین کرد، آن‌ها همچنین پیشنهاد کردند که گیمرهای معمولی ممکن است برای پیشرفت تلاش کنند، در حالی که علاقه‌مندان به بازی‌های نقش‌آفرینی در این سختی پیشرفت خواهند کرد،
آی‌جی‌ان از طراحی سطح تنوع، تأکید زیاد بر ویژگی‌های آنلاین کوآپ، لحن و جو بسیار تیره و گیم‌پلی عمیق تمجید کرد، در حالی که سختی بسیار زیاد را ستایش کردند، اظهار داشتند که بین تنبیه کردن، و کاملاً ناعادلانه تفاوت وجود دارد، یوروگیمر همچنین طراحی سطح و جو را تحسین کرد در حالی که اشاره کرد که دشواری بازی ممکن است برای گیمرهای معمولی جذاب نباشد.
جیسون کیلینگزورث پاسخی به بررسی تامسن برای نشریهٔ اج نوشت و استدلال کرد که وسعت سرگیجه‌آور بازی، آن را معادل بازی ماراتن می‌کند کیلینگزورث طول و ماهیت اعتیادآور بازی را ستود. اج بعداً در شماره بیستمین سالگرد خود در اکتبر ۲۰۱۳، ۱۰ از ۱۰ را به بازی اعطا کرد، و بیان کرد که وسعت و کیفیت طراحی بازی شکایات مربوط به سختی آن را رد کرده است.
یک نشریهٔ بریتانیایی به اسم Zero Punctuation دارک سولز را به خاطر گیم پلی عمیق و فضای غوطه ورش تحسین کرد، اما از باس‌های اواخر بازی «ناامید» شد و از دشواری ورود به بازی انتقاد کرد. همچین اظهار داشت که بازیکنان جدید دیگر هاردکور نیستند، او بعداً آن را به‌عنوان مهم‌ترین بازی دهه ۲۰۱۰ از نظر تاریخی نامید.
فیل کولار نیز معتقد است که ناراحتی از دنیای دارک سولز کاملاً عادی است، زیرا گیمرهای امروزی عادت دارند که بازی‌های حال را طبق آموزشی که سازنده‌ها در اختیار گیمرها قرار می‌دهند پیش ببرند،
گزارش مالی سالانه نامکو باندای بیان کرد که این بازی تا مارس ۲۰۱۲، ۱٫۱۹ میلیون واحد در ایالات متحده و اروپا فروخته است، فرام‌سافتور در آوریل ۲۰۱۳ اعلام کرد که این بازی ۲٫۳۷ میلیون واحد در سراسر جهان فروخته است.
در بررسی گیم‌اسپای، پورت اصلی ویندوز با عنوان محدودیت ۳۰ فریم در ثانیه، کنترل ضعیف ماوس و صفحه کلید و وضوح غیرقابل تنظیم، به پورت اصلی ویندوز با عنوان «کهنه» اشاره شد، با این حال، محتوای گسترش یافته مورد ستایش قرار گرفت، و بازی را نهایتاً یک تجربهٔ مطلوب توصیف کرد، یوروگیمر همچنین در مورد کیفیت پورت اظهار داشت: Dark Souls: Prepare to Die Edition با گزینه‌های فنی که از یک بازی کامپیوتری خوش مهندسی انتظار دارید ارائه نمی‌شود، زیرا این پورت یک بازی کنسولی است و بس.
نشریهٔ IncGamers بازی دارک سولز را بهترین بازی سال نامید، دیلن کاتبرت از کیو-گیمز و برد مویر از دابل فاین پروداکشنز بازی دارک سولز روبازی سال انتخاب کردند، اریک ال پترسون، ماهنامه بازی الکترونیک، آن را به عنوان بازی سال انتخاب کرد، گیم‌تریلرز به آن جایزه «بهترین بازی نقش‌آفرینی» را داد و همچنین آن را برای جوایز «بهترین بازی چند نفره»، «بهترین تریلر» و «بازی سال» نامزد کرد، GameZone به بازی جایزه «بهترین اکشن/ماجراجویی» را داد و آن را به عنوان نایب قهرمان جایزه «بهترین نقش‌آفرینی» انتخاب کرد.
دیلی تلگراف جایزه «بهترین ادغام ویژگی‌های آنلاین» را به بازی داد و آن را نامزد جوایز «بهترین کارگردان» (هیدتاکا میازاکی)، «بهترین طراحی سطح»، «بهترین طراحی صدا»، «بهترین موسیقی متن» (موتوی ساکورابا) کرد.)، «بهترین توسعه دهنده» (از نرم‌افزار)، و «بازی سال». تیم ایکس باکس به عنوان نایب قهرمان جایزه «بهترین نقش آفرینی» به آن اشاره افتخاری داد. 1UP.com جایزه «پرارزش‌ترین بازی» را به آن داد، گیم اینفورمر جایزه «بهترین باس فایت» (Sif) را به آن داد. همچنین جوایز «بهترین باس فایت» را از گیم‌اسپات دریافت کرد، از جمله جوایز انتخاب سردبیران و انتخاب خوانندگان، فامیتسو در مراسم جوایز سال ۲۰۱۲ خود به آن جایزه تعالی داد.
در پانزدهمین جوایز دستاوردهای تعاملی سالانه (که اکنون به عنوان جوایز D.I.C.E شناخته می‌شود) دارک سولز را نامزد دریافت جایزه بهترین بازی نقش‌آفرین چند نفره سال شد.
در سال ۲۰۱۳، دیجیتال اسپای، دارک سولز را به عنوان بهترین بازی نسل هفتم کنسول معرفی کرد، در سال ۲۰۱۴، مجله Edge Dark Souls را به‌عنوان بهترین بازی نسل هفتم کنسول‌های بازی معرفی کرد، و اشاره کرد که اگرچه ممکن است برخی در ابتدا از آن خسته شوند، در سپتامبر ۲۰۱۵، دارک سولز در صدر شماره ویژه The Edge 100 Greatest Videogames قرار گرفت.
در سال ۲۰۱۵، این بازی در رتبه اول در لیست «۱۰۰ بهترین بازی تا کنون» گیمزریدار+ قرار گرفت، این بازی همچنین برای اولین بار در لیست ۱۵ بهترین بازی از سال ۲۰۰۰ یواس‌گیمر قرار گرفت، این بازی توسط راک، پیپر، شات‌گان به عنوان «بهترین نقش‌آفرینی روی کامپیوتر» شناخته شد، در سال ۲۰۱۶ نیز دارک سولز در لیست «بهترین بازی‌های نقش‌آفرینی تمام دوران» پی‌سی گیمر در جایگاه پنجم قرار گرفت.
در سال ۲۰۲۱، این بازی برنده بازی نهایی تمام دوران در جوایز گلدن جوی‌استیک شد.

## نسخهٔ بازسازی شده
نسخه بازسازی شده این بازی بازی، با عنوان دارک سولز: ریمسترد، در سراسر جهان برای پلی‌استیشن ۴، ایکس‌باکس وان، و ویندوز در مه ۲۰۱۸ و برای نینتندو سوئیچ در ۱۹ اکتبر ۲۰۱۸ منتشر شد، ریمستر توسط استودیوی لهستانی QLOC و نسخه سوییچ توسط استودیوی سنگاپوری Virtuos پورت شده است. این بازی با سرعت ۶۰ فریم در ثانیه روی همه پلتفرم‌ها به جز نینتندو سوئیچ اجرا می‌شود و از وضوح ۴کی در پلی‌استیشن ۴ پرو، ایکس‌باکس وان‌ایکس و ویندوز پشتیبانی می‌کند، تغییرات متعددی در چند نفره آنلاین انجام شد، از جمله افزودن سرورهای اختصاصی، افزایش حداکثر تعداد بازیکنان آنلاین از چهار به شش، و ساخت رمز عبور.
نسخهٔ ریمستر شدهٔ این بازی بر طبق بازبینی گروهی وبگاه متاکریتیک توانست امتیازات ۸۶٪ برای ایکس باکس وان، امتیاز ۸۴٪ برای پلی‌استیشن ۴ و رایانه‌های شخصیو امتیاز ۸۳٪ را برای نینتندو سوئیچ کسب کند.